# Rolf Ulbrich
Rolf Herbert W. Ulbrich (* 26. Dezember 1920 in Gablonz; † 21. Februar 2006) war ein deutscher Philologe und Hochschullehrer.

## Leben
Rolf Ulbrich studierte Slawistik an den Universitäten Prag und Leipzig. 1953 wurde er zum Dr. phil. promoviert. Bereits seit 1948 nahm er ununterbrochen Lehrtätigkeiten an den Universitäten Leipzig und Jena wahr, seit 1954 als Lehrbeauftragten und Lektor an der Universität Leipzig. 1959 wechselte er an die Freie Universität Berlin, wo er 1969 zum Akademischen Rat, 1970 zum Akademischen Oberrat und 1971 zum Professor ernannt wurde. Ulbrich lehrte Slawische Philologie, insbesondere Tschechisch. 1986 wurde er Mitglied des Corps Teutonia Berlin.

## Schriften
- Die Elemente des Sentimentalismus in den literarischen Werken Nikolai Michailowitsch Karamzins : Ein Beitrag zur Geschichte der Empfindsamkeit, 1952
- Tschechische Erzähler, 1958
- Tschechisch-deutsches Taschenwörterbuch, 1978 (Erstauflage)
- Der alttschechische "Tkadleček" und die anderen "Weber" : Waldenserliteratur in Böhmen um 1400, 1980
- "Tkadleček" und "Ackermann" : Waldenserliteratur, Humanismus, Theologie und Politik um 1400 in Böhmen, 1985
- Die zeitlose Zeit : Gedichte, 1988
- Russische Philosophie und Marxismus, 1996